# A polgári repülés nemzetközi napja
A polgári repülés nemzetközi napja (angolul: International Civil Aviation Day) az Egyesült Nemzetek Szervezete által meghatározott emléknap, melynek lényege, hogy világszerte tudatosítsák a nemzetközi polgári repülés fontosságát, valamint a Nemzetközi Polgári Repülési Szervezet (ICAO) szerepét a biztonság, hatékonyság javításában, a nemzetközi légi szállítás szabályozásában.
Az ünnepet az ENSZ Közgyűlése az ICAO létrejöttének ötvenedik évfordulóján hozta létre, azóta évente megemlékeznek a polgári repülésben dolgozó személyekről, a repülő, illetve a földi kiszolgáló személyzetekről, valamint azokról, akik légikatasztrófákban, illetve a nemzetközi terrorizmus következtében veszítették életüket.

## Fordítás
Ez a szócikk részben vagy egészben  az   International Civil Aviation Day című angol Wikipédia-szócikk fordításán alapul.  Az eredeti cikk szerkesztőit annak laptörténete sorolja fel. Ez a jelzés csupán a megfogalmazás eredetét és a szerzői jogokat jelzi, nem szolgál a cikkben szereplő információk forrásmegjelöléseként.